# Illaena occidentalis
Illaena occidentalis är en skalbaggsart som beskrevs av Stefan von Breuning 1974. Illaena occidentalis ingår i släktet Illaena och familjen långhorningar. Inga underarter finns listade i Catalogue of Life.